# 怕尼芝王統
怕尼芝王統（はねじ おうとう、はにじ おうとう）は、山北王国（北山王国）の最後の王統。別名：羽地王統。

## 経歴
今帰仁グスクを本拠に沖縄本島北部（国頭）とその周辺の島、奄美群島南部（与論島、沖永良部島）が勢力下にあった。
明への朝貢数が一番少ないことから、国力は三山のうちで最も低かったと思われる。

### 名称
「怕尼芝」は中国人による漢字音写で、「怕尼芝」や「攀安知」などという表記もある。
これらの表記の原語としては、
1. 羽地按司。
2. トルコ語で、「王」を意味する「ハン」、「弓術の達人」を意味する「アンチ」が結びついた名[1]

などの諸説がある。

### 歴代
- 初代 怕尼芝（はねじ、ハニシ）1322年? - 1395年?（2代から3代はいる？）
- 二代 珉（ミン）1396年? - 1400年?（怕尼芝の長男）
- 三代 攀安知（はねじ、ハンアンチ）1401年? - 1416年（珉の長男）

怕尼芝の治世が70年にわたるため、実は親子で同じ名を使っていたのではともいわれている。

### 伝説
おもろさうしでは怕尼芝が王になった経緯については、従兄弟（仲昔今帰仁按司）の子で山北王である今帰仁仲宗根若按司を討ち、自ら山北王（後北山王）となったと言われている。

### 北山の起源に関する諸説
1. 英祖の次男の湧川王子（北山王、今帰仁城主）の曾孫という説。
2. 元朝の世祖クビライの時代にカフカス山脈の原住地から大カアンの親衛隊として東方に移住したアラン人（アスト部）集団の一部を中核とし、高麗の済州島に探馬赤軍として配置された元朝の遺民が、一時海賊集団（倭寇）となったのち、明による「招撫」をうけ、琉球北部に地盤を認められた、という説[2]。

## 与論島と沖永良部島
諸説あるが、怕尼芝王統のいずれかの代で、与論島・沖永良部を平定し、王子がそれぞれ与論島、沖永良部島の世之主として君臨したとされている。与論島は王舅（おうしゅん、うーしゃん）、沖永良部島は真松千代（ままちぢよ）であり兄弟であったとされる。
すなわち北山（国頭）と与論島、沖永良部島は同じ王族により連合していたとも評価できる。この領域では沖永良部与論沖縄北部諸方言が話されている。
1416年に北山王国が滅ぼされると二島とも中山王国、次いで琉球王国の勢力下となった。